# Assventure Time
Assventure Time ist eine Porno-Parodie aus dem Jahr 2016 über die Fernsehserie Adventure Time – Abenteuerzeit mit Finn und Jake.

## Handlung
Der Film dreht sich um die sexuellen Abenteuer, die Sinn und Jerk mit Charakteren der Serie wie Prinzessin Bubblecum, Whoreceline und sogar dem Ice Peen erleben.

## Produktion und Veröffentlichung
Der Film wurde von Wood Rocket produziert und vermarktet. Regie führte Lee Roy Myers, das Drehbuch schrieb er zusammen mit Locke Van Kemp. Erstmals wurde der Film am 21. März 2016 in den Vereinigten Staaten veröffentlicht.

## Rezeption
Jessica Rawden meint bei Cinemablend, dass Wood Rocket regelmäßig ähnliche Pornoparodien wie Gnardians of the Galaxy and Other Porn Parodies über Guardians of the Galaxy veröffentlichen würde, aber sie bei diesem Film fremdelt, weil Zeichentrickfiguren zu Pornofiguren würden. Zudem merkt sie an, dass das Original Adventure Time im Wesentlichen ein Kinderprogramm sei.